# Túrterebes
Túrterebes település Romániában, Szatmár megyében, 
Szatmárnémetitől 25 km-re északkeletre, a Túr folyó bal partján.

## Nevének eredete
Nevének előtagja a településen keresztülfolyó Túrra utal, míg szláv eredetű utótagjaának jelentése irtás. Ami azt valószerűsíti, hogy az egykor itt letelepedett lakosság az itteni irtáson építette fel a falut.

## Története
A település környékét már a paleolitikum idején is lakták, amit a környéken talált e korból származó leletek is igazolnak.
Az Árpád-kori eredetű település nevét a korabeli oklevelek már az 1200-as évek elején említik. 1216-ban a Váradi regestrum mint Szatmár megyéhez tartozó falut említi.
1241-ben, a tatárjárás alatt a falu elnéptelenedett, később azonban újra benépesült.
A 13. század közepétől a 15. század végéig több birtokosa is volt. A 14. század végén a Perényi család lett a település birtokosa, s az övék maradt a későbbi évszázadokban is.
Túrterebes a 15. század elején már népes település volt, s ekkor Ugocsa vármegyéhez tartozott. A Perényi család révén Szatmár vármegyéhez került, s annak része maradt egészen a trianoni békeszerződésig.
A falu a török időkben, és később a Rákóczi-szabadságharc alatt is az itteni harcok és csapatátvonulások miatt sokat szenvedett, lakossága nagyon megritkult. A rutén beszivárgások és a német betelepítések következtében újra növekedésnek indult.
A falu lakosai közé a reformáció során áttért lakosság mellé görögkatolikus rutén és római katolikus svábok kerültek.
Túrterebes az 1989-es változásokat követően három püspököt is adott a világegyháznak. 1990-ben Reizer Pál lett a Szatmári Római Katolikus Egyházmegye főpásztora (1990–2002), majd az ő utóda Schönberger Jenő lett (2003–). Szintén a falu szülötte dr. Cserháti Ferenc, aki 2007-ben az Esztergom-budapesti Főegyházmegye segédpüspöke lett, s akit a Magyar Püspöki Konferencia a külföldi magyarok lelkipásztori ellátásával bízott meg.

## Nevezetességei
- Római katolikus templom - A Perényi család támogatásával épült 1814 és 1827 között, barokk stílusban Nagyboldogasszony tiszteletére.
- Református templom - 1745 körül épült fából, melyet az 1970-es évek közepén lebontottak, s helyébe kő épületet emeltek.
- Görögkatolikus templom - 1868 és 1903 között épült, Szent György tiszteletére szentelték fel.
- Perényi kastély - A 14-16. század körül épült, romantikus stílusban. 1848 után a gróf Hessenstein család megvásárolta és emeletes résszel kibővíttette.
- Dónát kápolna - az ún. Kishegyen.
- Bubo tanösvény

## Itt születtek
- Mayer József (1895-ben Túrterebesen született, meghalt: 1977. február 17-én Esztergomban) tanító, iskolaigazgató. Iskoláit szülőfalujában, a Szatmár vármegyei Túrterebesen végezte és 1909–1914 között a szatmárnémeti tanítóképzőben végezte kiváló eredménnyel. 1914–1915-ös tanévben a Veszprém vármegyei Ugodra került segédtanítónak, majd kinevezett tanító lett. 1957-es nyugdíjazásáig, az iskola igazgatója volt. Kezdettől fogva bekapcsolódott a község kulturális és közösségi életébe. Részt vett a községi olvasókör, majd a népkönyvtár szervezésében. A Katolikus Leány- és Legényegylet szervezésében cselekvő részt vállalt. Az ifjúság valláserkölcsi normák szerinti nevelését a szívügyének tekintette, támogatta az ifjúsági mozgalom működését. A lokálpatriotizmus erősítésére tudományos kutatásokat végzett a falu történetéről. Ebben a témában is és egyéb területeken is népszerűsítő előadásokat tartott és szervezett. Egykori tanítványai ma is tisztelettel őrzik emlékét.
- Reizer Pál (született 1943. január 6-án Túrterebesen, meghalt 2002. április 18. Debrecen), a rendszerváltás utáni első szatmári római katolikus püspök
- Cserháti Ferenc, a külföldi magyarok lelkipásztori ellátásával megbízott, esztergom-budapesti segédpüspök
- Schönberger Jenő, jelenlegi szatmári püspök